# Polski Związek Przeciągania Liny
Polski Związek Przeciągania Liny (PZPL) – stowarzyszenie zarejestrowane 26 kwietnia 2012, z siedzibą w Warszawie; PZPL odpowiada za nabór do kadry narodowej w przeciąganiu liny.
Pod względem wydanych licencji zawodniczych PZPL w 2021 był największym obok Polskiego Związku Piłki Nożnej związkiem sportowym w Polsce. Do grudnia 2021 PZPL wydał ponad 223 tys. licencji, z tego dla osób dorosłych – 173 895. Licencję zawodniczą PZPL w 2021 posiadało 90 780 kobiet. W 2021 do PZPL należało 546 klubów. Wzrost liczby członków w bardzo krótkim okresie miał wynikać z wprowadzanych od 2020 w Polsce ograniczeń związanych z pandemią COVID-19, z istotnej części których zwolnieni byli sportowcy posiadający licencję któregoś ze związków. Tymczasem wymagania przystąpienia do PZPL były niskie.
PZPL należy do Międzynarodowej Federacji Przeciągania Liny oraz Polskiego Komitetu Sportów Nieolimpijskich (od 2018).
W 2021 roku Puchar Polski oraz Mistrzostwo Polski zdobyła Ancora Dźwirzyno klub przeciągania liny z Gminy Kołobrzeg.